# Cimitero degli inglesi di Messina

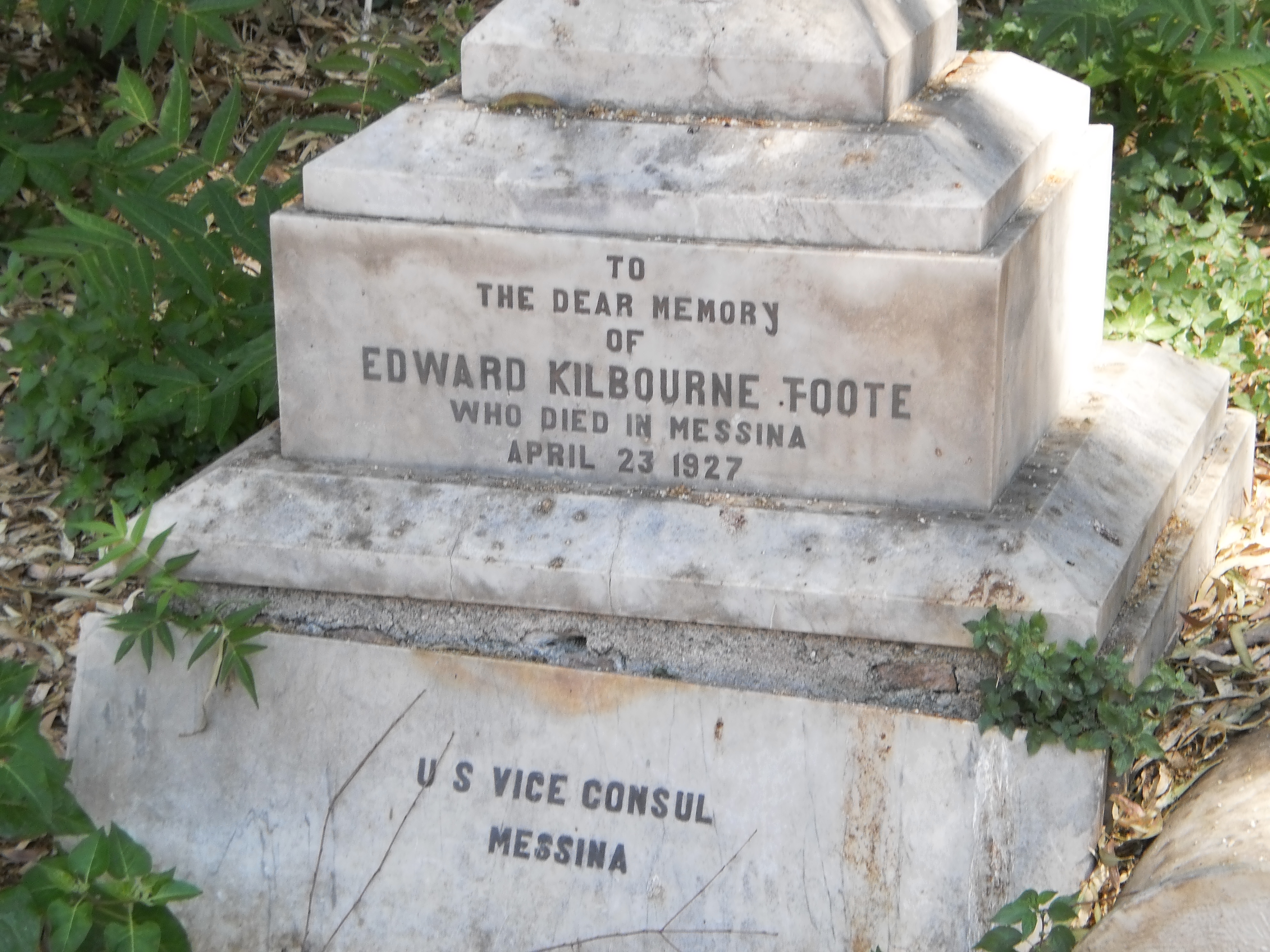
Monumento funerario del vice console degli USA

Il cimitero degli inglesi di Messina è un cimitero storico della città di Messina.

## Storia
Il cimitero degli inglesi sorgeva inizialmente nella zona di San Raineri nel sito “La Spina”, presso la zona Falcata della città di Messina. Fu concesso dal re Ferdinando IV ai marinai inglesi, giunti in Sicilia in aiuto dei Borboni, che si opponevano ai tentativi di conquista dei francesi guidati da Napoleone I.
Dopo le guerre napoleoniche, il camposanto cominciò a ospitare civili inglesi con le loro famiglie stabilitesi a partire dal 1815. Ad essi si aggiunsero famiglie di mercanti tedeschi (Grill, Aders, Falkenburg, Jaeger), svizzeri, danesi, greci e russi, che risiederono a Messina almeno fino al terremoto del 1908.
Il 5 aprile 1925, il cimitero fu visitato dal re Giorgio V e dalla regina Mary, accompagnati dai Principi Giorgio e Maria Vittoria.
Nel 1942 fu trasferito all'interno del Gran Camposanto, quando il vecchio sito fu utilizzato per scopi militari e durante questa operazione vennero spostate 280 tombe.

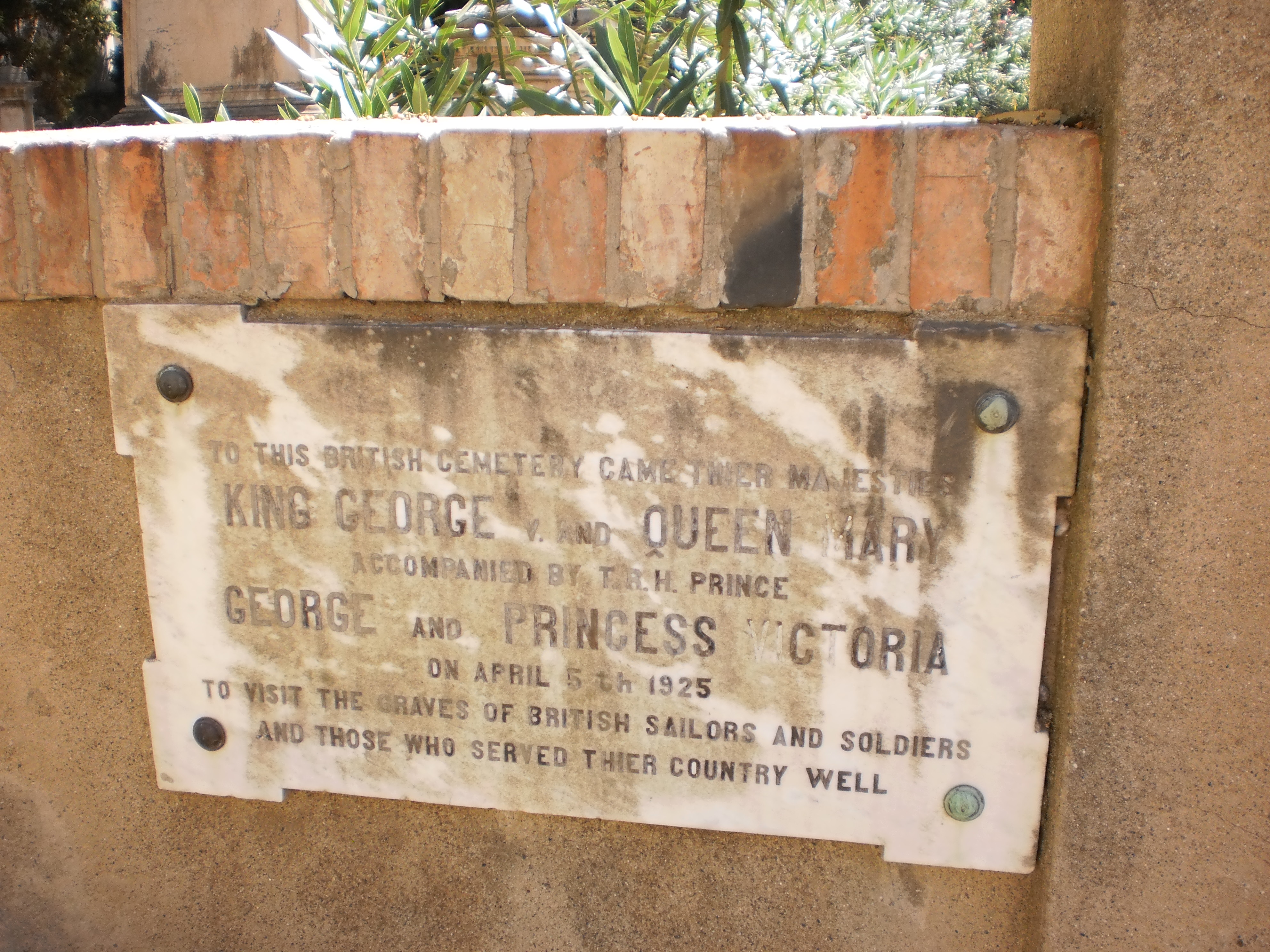
Lapide che commemora la visita del re Giorgio V del Regno Unito

Importante in quella occasione il lavoro svolto dall'allora custode e dirigente del cimitero Giorgio Attard di trascrizione delle epigrafi e di catalogazione dei suoi monumenti funerari.
Il cimitero nell'Ottocento era curato dalla comunità inglese.
Il cimitero inglese si trova salendo dalla via San Cosimo (adiacente al Gran Camposanto) e dalla stessa entrata si accede verso la zona sud del cimitero monumentale di Messina.

## Importanza storico-culturale
Al cimitero inglese si possono ammirare i monumenti funerari di ricchissimi esponenti della Messina dell'Ottocento, tra i più importanti Federico Grill, banchiere molto popolare e amato dal popolo messinese, James Thomas Eaton, proprietario delle filande del villaggio di Gazzi, Giovanni Walser, banchiere e filantropo.
Altri monumenti riguardono esponenti delle famiglie Sanderson (titolari di una delle più importanti imprese del mondo per la lavorazione dei derivati agrumari), Ruegg, Aveline, Oates, Fischer e Falkenburg che in passato si stabilirono nella città dello Stretto, e che svolsero un ruolo importante a livello economico e sociale dando al cimitero un'impronta intrisa di romanticismo di matrice europea.

## Galleria d'immagini

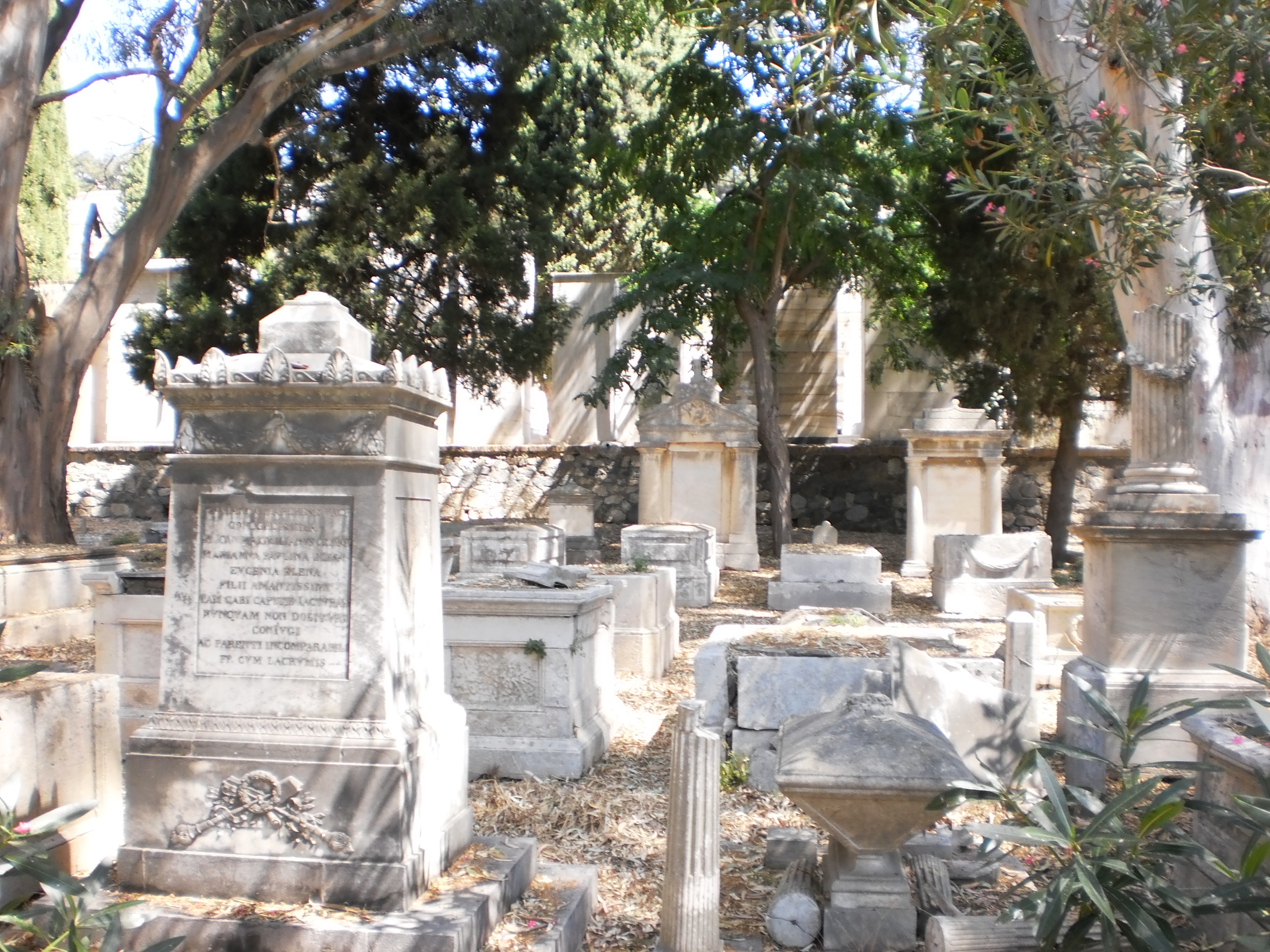
Vista del cimitero
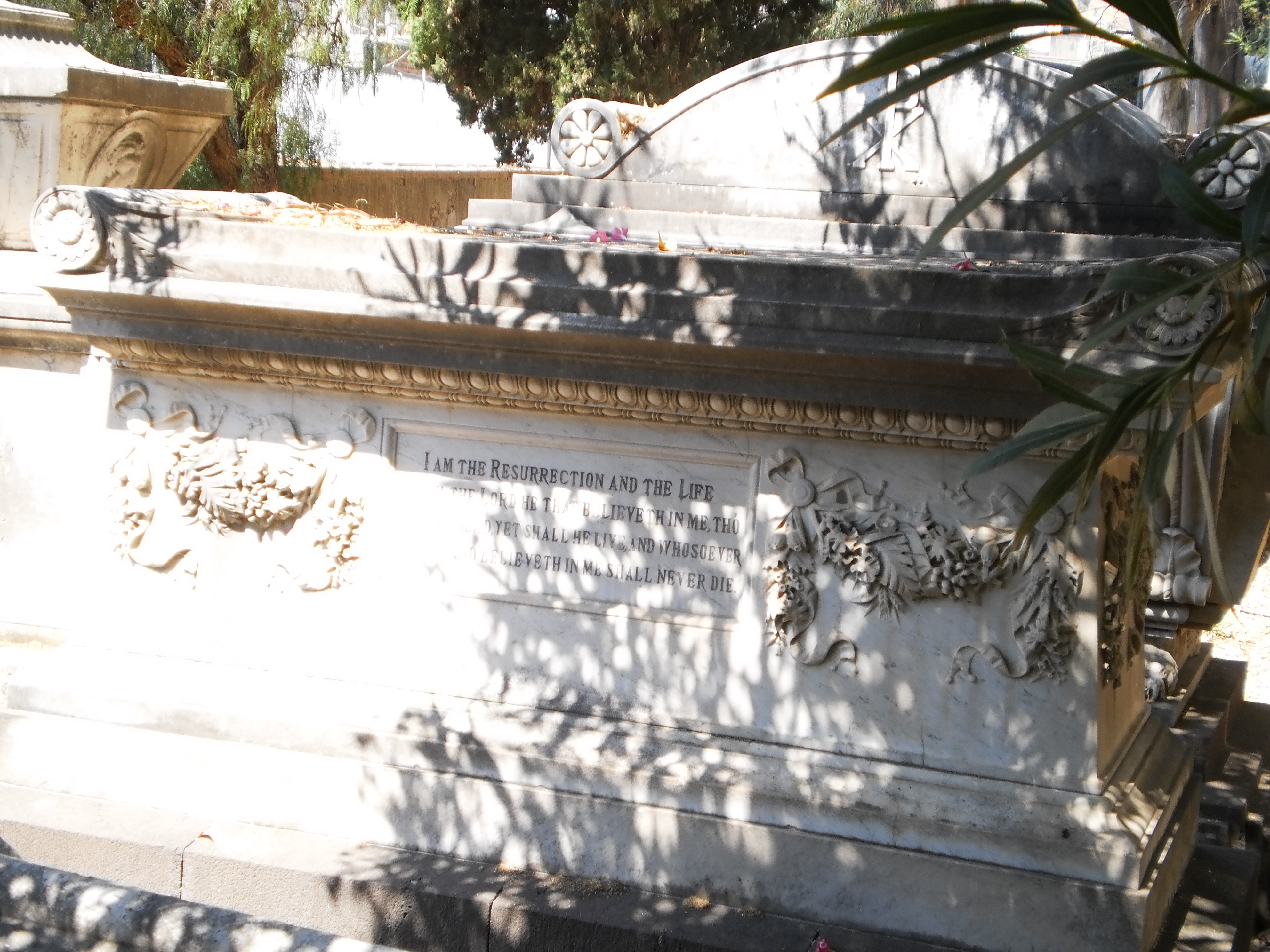
Monumento funerario
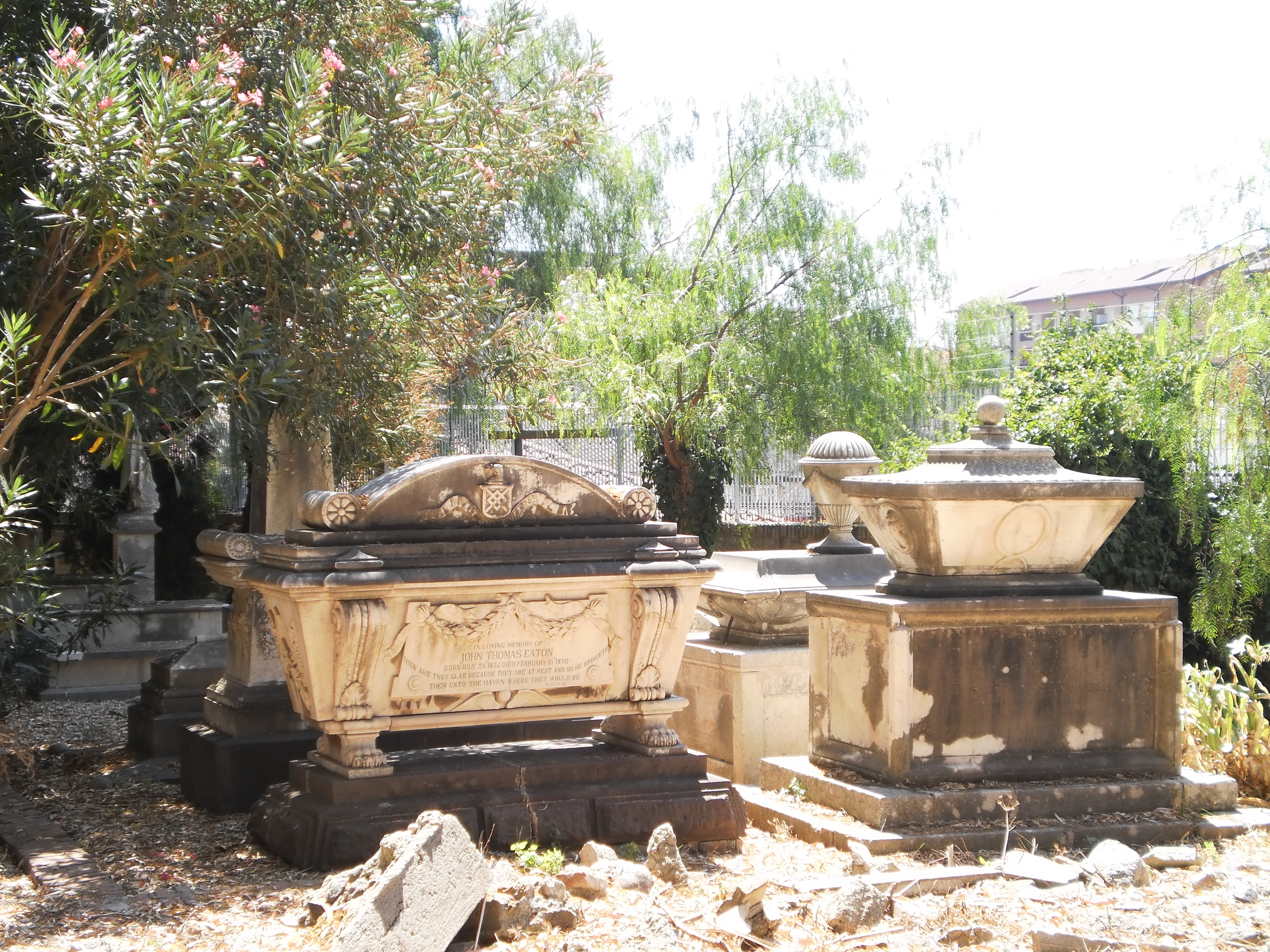
Tombe
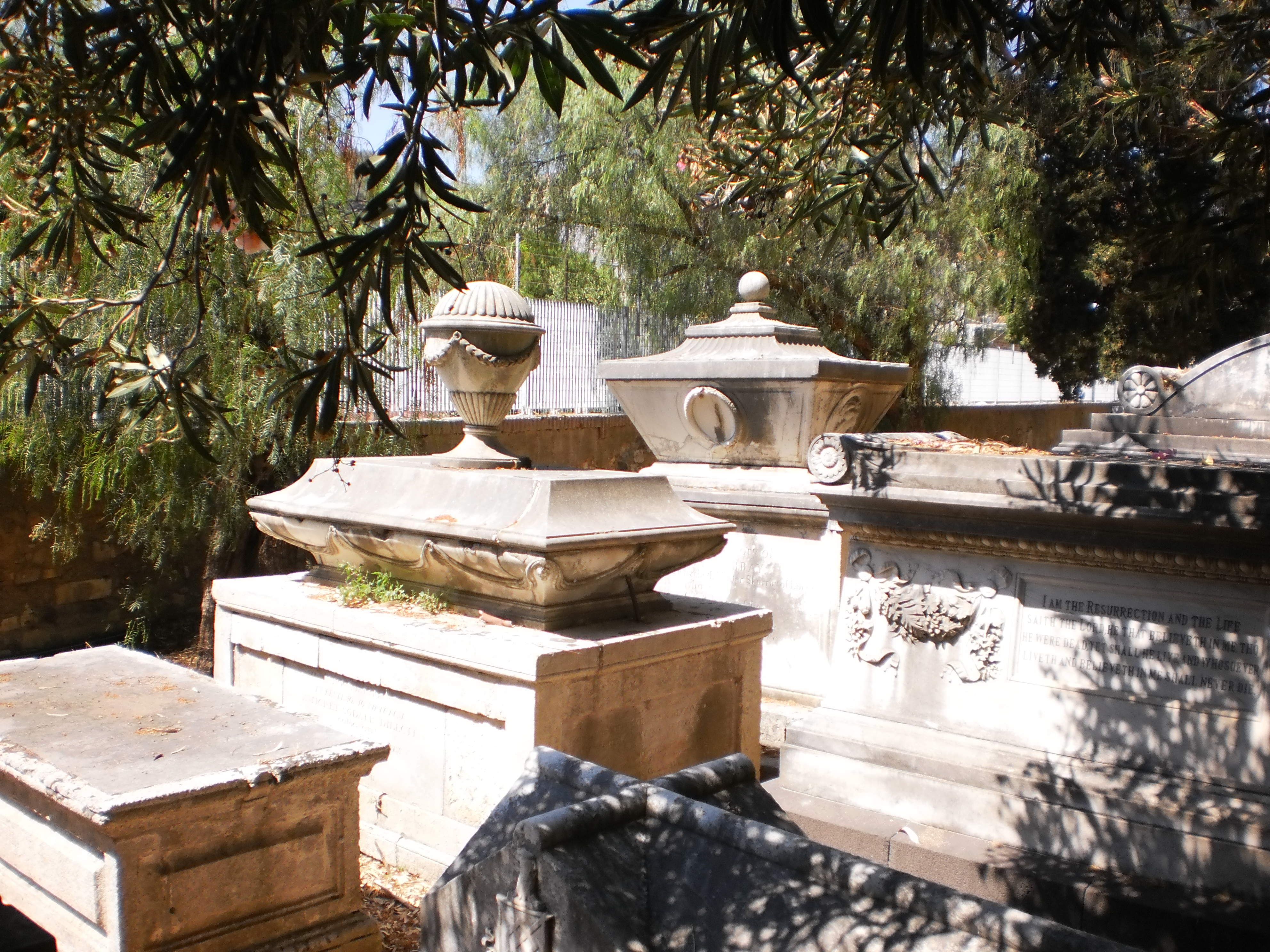
Monumenti
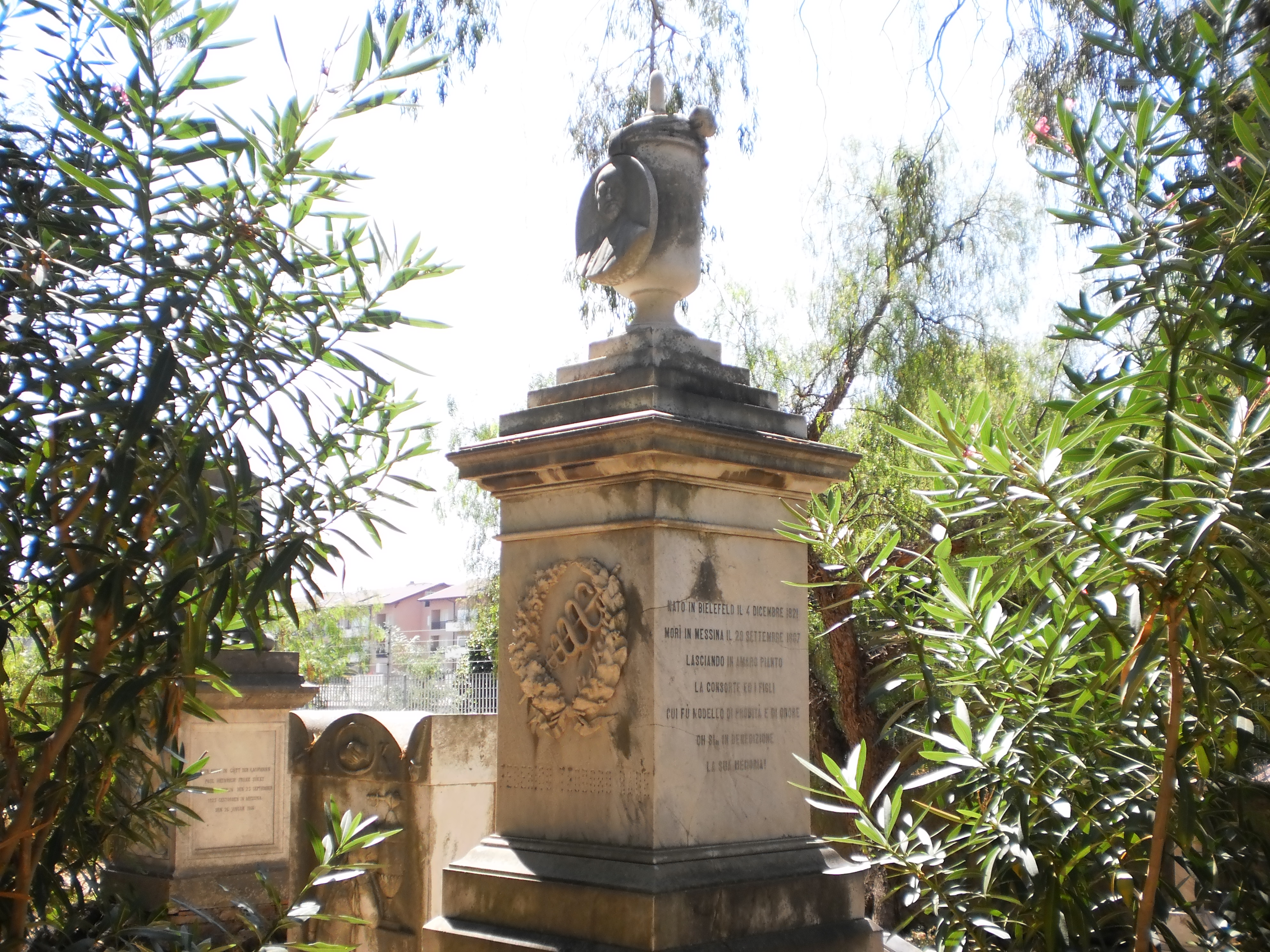
Pregiato monumento funerario